# 인생은 꿈

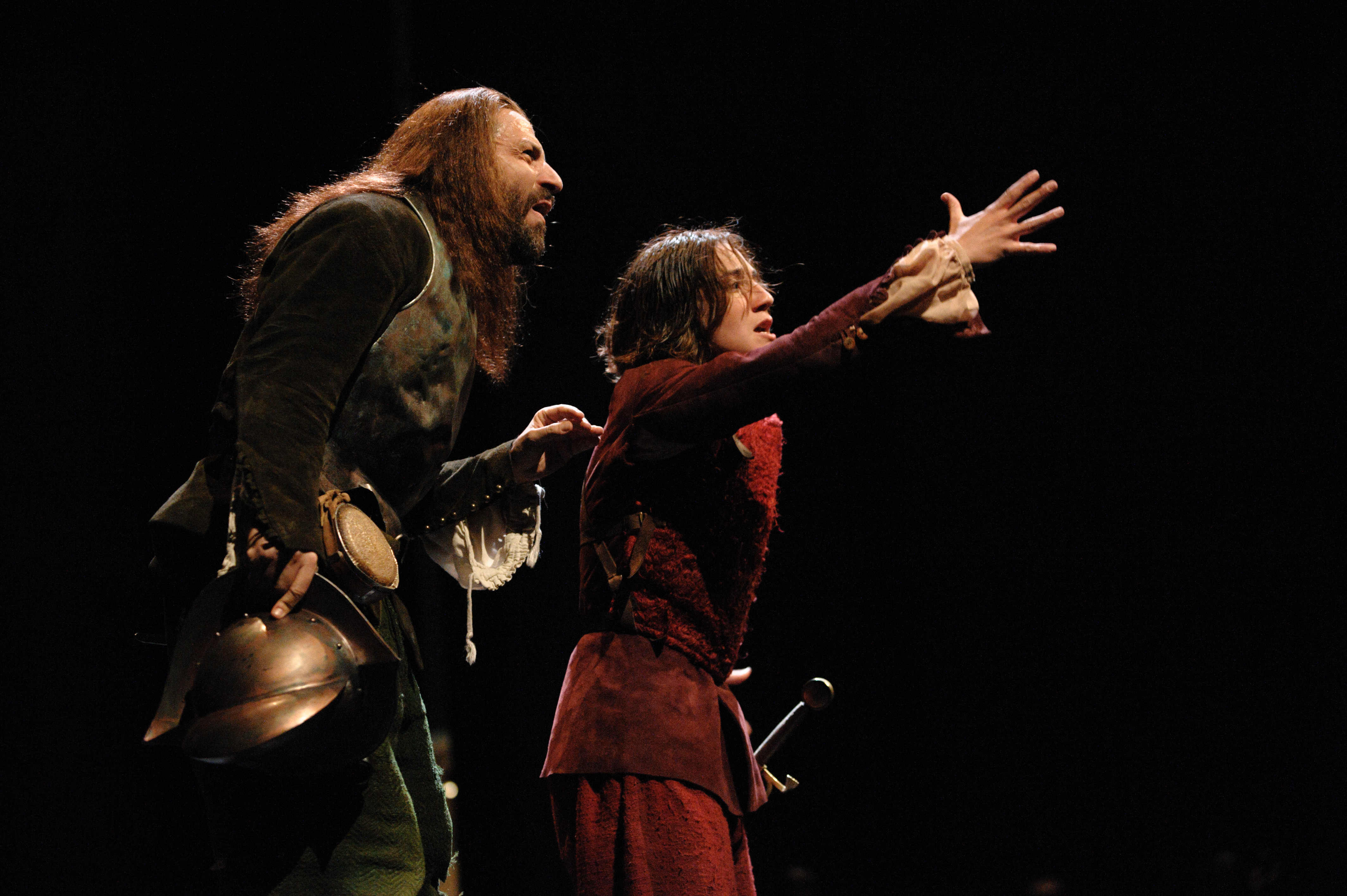

인생은 꿈 ( 스페인어: La vida es sueño ; 영어: Life Is a Dream ) 은 스페인어로된 희곡으로 페드로 칼데론 데 라 바르카의 작품이다.  1636년에 두 개의 다른 편집으로 출간되었는 데, 첫번째는 마르리드에서 두번째는 자라고자였다.  이 희곡의 주요 테마는 자유 의지와 운명사이의 갈등과 사람의 명예를 회복시키는 것이다.